# Purpur-Fruchtwanze

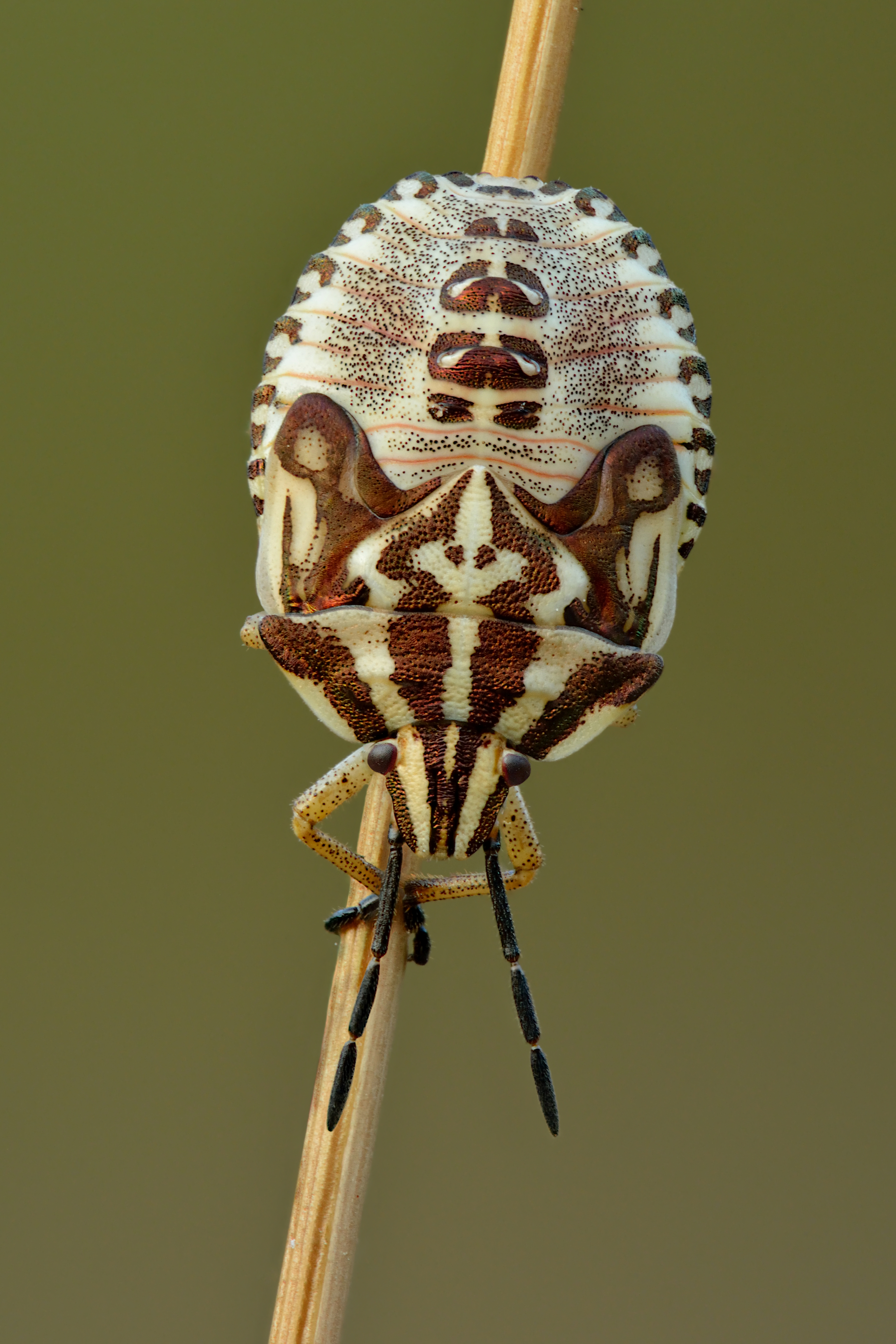
5. Nymphenstadium der Purpur-Fruchtwanze

Die Purpur-Fruchtwanze (Carpocoris purpureipennis), auch Purpurfärbige Baumwanze genannt, ist eine Wanze aus der Familie der Baumwanzen (Pentatomidae).

## Merkmale
Die bräunlich bis kräftig rotbraun gefärbten Wanzen werden 11–14 mm lang. Die Ecken des Halsschildes sind leicht nach hinten gekrümmt; er ist an den äußeren Schulterpartien schwarz gefärbt. Das Schildchen (Scutellum) weist eine Stufe auf und besitzt eine hellbraune Spitze. Das Connexivum (die Seiten des Hinterleibs) ist beige-dunkelbraun gemustert. Das erste Fühlerglied ist braun, während die drei äußeren schwarz gefärbt sind. Die Beine sind rot.

## Ähnliche Arten
- Nördliche Fruchtwanze (Carpocoris fuscispinus) – besitzt keine Stufe im Schildchen; die Schultern sind kräftiger
- Carpocoris pudicus – besitzt eine leichte Einkerbung an den Seiten des Schildchens

## Verbreitung und Lebensraum
Die Art kommt in weiten Teilen Europas vor. Ihr Verbreitungsgebiet reicht im Norden bis nach Mittelschweden. Zu ihrem Lebensraum zählen Wiesen und Feldraine.

## Lebensweise
Die Purpur-Fruchtwanze ist von April bis September zu beobachten. Zu den Futterpflanzen zählen Doldenblütler (Apiaceae) und Korbblütler (Asteraceae). Die Eier werden an der Blattoberseite verschiedener krautiger Pflanzen abgelegt. Die Wanzenart durchläuft fünf Nymphenstadien.